# Iker Seguín
Iker Seguín Cid (Éibar, 12 de julio de 1989) más conocido como Iker Seguín es un futbolista español que juega en la demarcación de extremo izquierdo.

## Trayectoria
Iker se formó en la cantera de la Real Sociedad, llegando a jugar dos encuentros en Segunda B con su equipo filial en diciembre de 2007. De cara a la temporada 2008-09 se incorporó al segundo filial del Athletic Club, el CD Basconia de la Tercera División. Promocionó al Bilbao Athletic al año siguiente, pero solamente jugó una decena de partidos y fue cedido a la SD Lemona. Después de no renovar su contrato con el Athletic, firmó un nuevo contrato con la SD Lemona.
El 19 de junio de 2012 firmó por el RCD Espanyol B, en una temporada marcada por las lesiones ya que apenas disputó diez partidos. Para la campaña 2013-14 firmó por el Real Unión Club de la Segunda División B, en el que jugaría durante dos temporadas.
En la temporada 2015-16 se unió a la SD Amorebieta de la Segunda División B. En el club azul se convirtió en un jugador histórico al ser el futbolista con más partidos disputados para el club en Segunda B y en capitán del equipo. Además, el 22 de mayo de 2021, logró el ascenso a la Segunda División de España, tras vencer en la final de la eliminatoria de ascenso al Club Deportivo Badajoz en el Nuevo Vivero, por cero goles a uno.

## Clubes
| Club            | País   | Año       |
| --------------- | ------ | --------- |
| CD Basconia     | España | 2008-2009 |
| Bilbao Athletic | España | 2009-2011 |
| SD Lemona       | España | 2010-2012 |
| RCD Espanyol B  | España | 2012-2013 |
| Real Unión Club | España | 2013-2015 |
| SD Amorebieta   | España | 2015-2024 |

## Vida personal
Es hermano del futbolista Aitor Seguín, formado en las categorías inferiores del Athletic Club.